# Anasterias antipodum
Anasterias antipodum is een zeester uit de familie Asteriidae.
De wetenschappelijke naam van de soort werd in 1882 gepubliceerd door Francis Jeffrey Bell.